# Filipe de Mascarenhas
Filipe de Mascarenhas (1580 — ?) foi um administrador colonial português. Foi governador do Ceilão, de 1630 a 1631, sendo logo após nomeado Governador de Moçambique, entre 1633 e 1634. Tornou a ser governador do Ceilão, entre 1640 e 1645. Logo, foi nomeado 26.º vice-rei da Índia, cargo que exerceu até 1651.